# Loders
Loders – wieś w Anglii, w hrabstwie Dorset. Leży 21 km na zachód od miasta Dorchester i 201 km na południowy zachód od Londynu.